# محمدآباد باغ چوبی
محمدآباد باغ چوبی، روستایی در دهستان شریف‌آباد از توابع بخش مرکزی شهرستان سیرجان در استان کرمان است.

## جمعیت
این روستا در شریف‌آباد قرار دارد و براساس سرشماری مرکز آمار ایران در سال ۱۳۹۵، جمعیت آن ۳۴۰ نفر (۱۰۸ خانوار) بوده‌است.